# Front de gauche et des travailleurs
Le Front de gauche des travailleurs - Unité ( espagnol : Frente de Izquierda y de los Trabajadores - Unidad, FIT-U) est une alliance de quatre partis trotskystes d'Argentine pour participer à un certain nombre d'élections en 2011. Les partis membres sont le Parti ouvrier (PO), du Parti des travailleurs socialistes (PTS) et la Gauche socialiste (IS). En 2019, le Mouvement socialiste ouvrier (MST) a rejoint l'alliance.
Ces partis s'étaient présentés séparément aux élections de 2007 et 2009. Le PO était seul, et le PTS et l'IS étaient dans une alliance avec le Mouvement pour le socialisme (MAS). Lors de ces deux élections, le PO a fait mieux que l'alliance PTS-IS-MAS et, en 2009, les deux groupements ont considérablement augmenté leur vote proportionnellement à leur vote en 2007.

## Histoire

### 2011
Le 12 juin, ils ont obtenu un député provincial dans la province de Neuquén, où ils ont obtenu 3,60 % des voix. Le poste fut occupé en rotation par Alejandro López, Raúl Godoy (PTS), Angélica Lagunas (IS) et Gabriela Suppicich (PO),,.
Le 24 juillet, dans la ville de Capitán Bermúdez dans la province de Santa Fe, le PO a fait élire une conseillère, Jorgelina Signa, avec 17 % des voix.
Le 7 août, Liliana Olivero de l'IS a été réélue à la législature provinciale de Cordoue, ce poste fut occupé en rotation par Cintia Frencia (PO) et Laura Vilches (PTS). La liste a recueilli 3,12 % des voix, celle-ci étant largement concentrée dans la capitale provinciale où elle a obtenu 5,45 %.
Le 23 octobre 2011, le Front de gauche failli remporter un député national dans deux élections. Dans la ville de Buenos Aires, ils ont été battus par une marge de seulement 0,2 %. Dans la province de Buenos Aires, leur part des voix leur aurait donné droit à un député, mais ils n'ont pas réussis à obtenir les votes d'au moins 3 % du nombre d'électeurs inscrits sur la liste électorale. Le Front a lancé une contestation juridique de cet obstacle, mais les tribunaux l'ont rejeté.
Le Front a participé à des mobilisations en juin 2012 En 2013, il a présenté des propositions visant à limiter les salaires des fonctionnaires.

### 2013
Le Front de gauche a contesté l'élection à la mairie de Neuquén le 30 juin 2013. Il a remporté 5,7 % des voix, soit environ le double de son vote pour cette élection en 2011, et à peu près en ligne avec son vote aux élections provinciales de cette année-là Peu de temps après, il a annoncé ses candidats aux élections nationales,.
Aux élections primaires du 11 août 2013, le Front a recueilli plus de 900 000 voix, soit près de doubler son vote par rapport à 2011. Il a augmenté son vote dans presque toutes les provinces, à l'exception de la ville de Buenos Aires où son vote a légèrement diminué par rapport à 2011.
Le 6 octobre, le PO a réalisé une solide performance aux élections primaires provinciales dans la province de Salta, remportant 22 % dans la ville de Salta.
Lors de l'élection principale du 27 octobre, ils ont remporté plus d'un million de voix, soit 5,11 %, soit plus du double de leur voix en 2011. Ils ont remporté trois députés nationaux : Néstor Pitrola (PO) dans la province de Buenos Aires, Pablo Sebastián López (PO) à Salta et Nicolás del Caño (PTS) à Mendoza,,. Le résultat a été contesté dans la province de Cordoue, où Liliana Olivero (IS) était la candidate.
Ils ont également remporté trois députés provinciaux (Cecilia Soria, Martín Dalmau et Héctor Fresina) et un sénateur provincial (Noelia Barbeito) à Mendoza, et un député provincial dans chacune de la ville de Buenos Aires (Marcelo Ramal), de la province de Buenos Aires (Christian Castillo) et Santiago del Estero (Andrea Ruiz) et cinq nouveaux conseillers, tous dans les villes de la province de Mendoza,,.
Le 10 novembre, le PO a remporté un franc succès aux élections provinciales dans la province de Salta, remportant une sénatrice provinciale (Gabriela Cerrano) et quatre députés provinciaux (Julio Quintana, Claudio del Plá, Gabriela Jorge et Norma Colpari) tous élus dans la capitale provinciale,. Ils ont également remporté 17 conseillers, dont 9 des 21 sièges au conseil municipal de Salta, où le PO est désormais le plus grand parti.

### 2014
Le 29 janvier, le Front a participé aux élections municipales dans la province de Mendoza. À Mendoza, la liste était dirigée par Macarena Escudero (PTS), étudiante, suivie de Soledad Sosa et Andrés Elías (tous deux PO). Le PO était en tête de liste à San Carlos,.
Le 30 mars, le Front a recueilli 13,5 % des voix dans la ville de Mendoza, de sorte que Macarena Escudero a été élue conseillère.

### 2015
Les premières élections du Front en 2015 ont été des élections primaires locales le 22 février à Mendoza. Le Front est arrivé deuxième avec 16 % des voix et Andrés Elías devrait être élu conseiller municipal,.

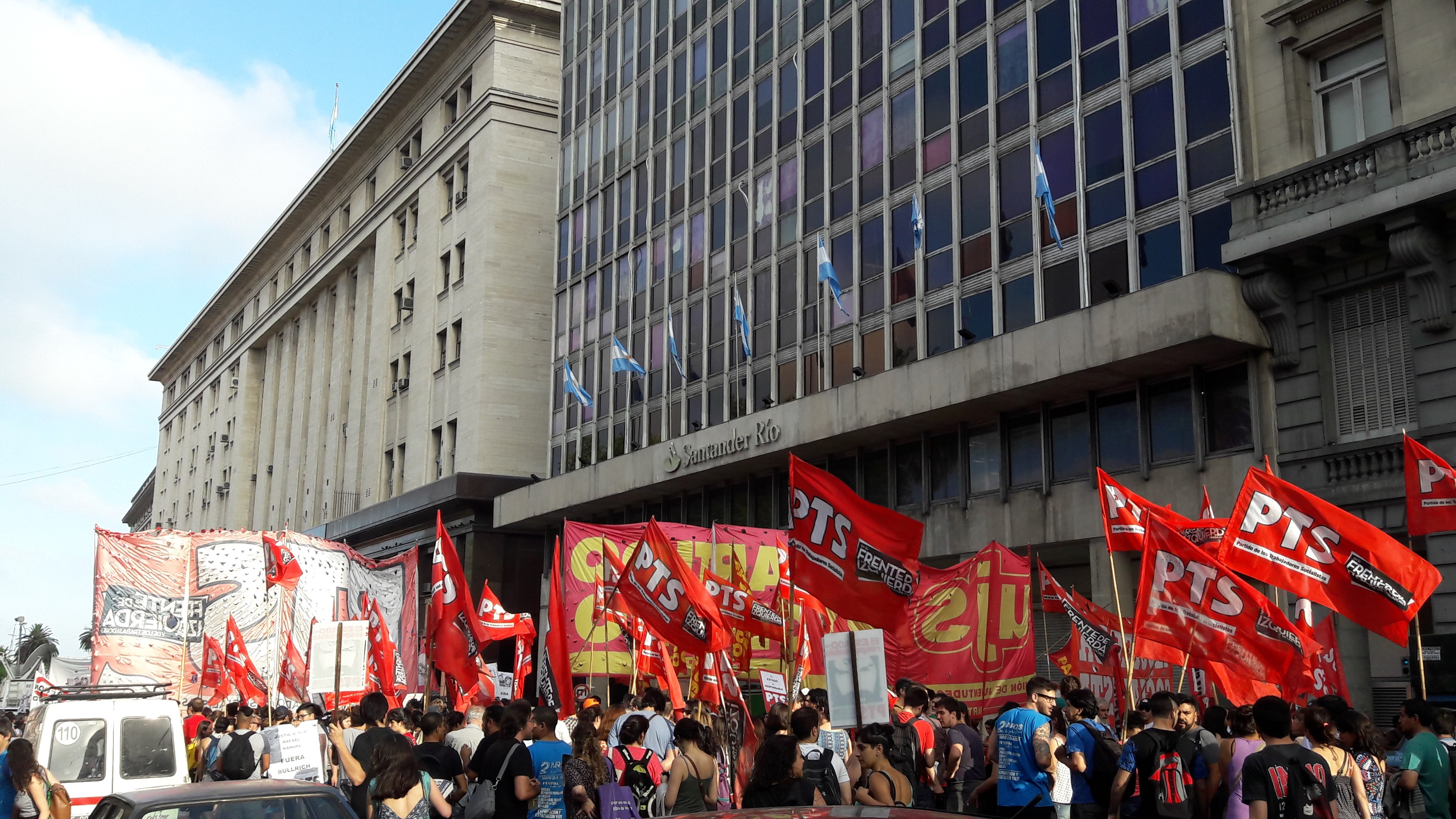
Le Front de gauche en décembre 2017.

En avril, il a remporté un deuxième député provincial à Neuquén. Les sièges seront occupés par Raúl Godoy (PTS) et Patricia Jure (PO), suivis par Angélica Lagunas (IS). Il a également remporté un conseiller dans la ville d'Andacollo pour la première fois.
En juin, dans la province de Mendoza, Macarena Escudero a été élue députée provinciale et Víctor da Vila a été élu sénateur provincial.
Peu de temps avant les élections présidentielles, deux factions se sont affrontées lors de primaires qui ont eu lieu en août : l'une représentée par Nicolas del Caño et Myriam Bregman (tous deux du PTS) contre une autre composée de Jorge Altamira (PO) et Juan Carlos Giordano (IS - Gauche socialiste). La formule PTS l'a emporté, avec 375 874 voix contre 356 977. Lors des principales élections d'octobre, Nestor Pitrola a été élu député national de la province de Buenos Aires, devenant le quatrième député du Front de gauche ouvrier à la chambre, tandis que la formule présidentielle dirigée par Del Caño a obtenu 812 530 voix, soit 3,23 % du total,.

### 2019
Après plusieurs semaines de réunions, le Mouvement socialiste ouvrier (MST) a accepté le 11 juin 2019 de rejoindre le Front pour les élections générales d'octobre.